# Se non avessi te/China Town
Se non avessi te/China Town è un singolo del cantautore italiano Umberto Tozzi, pubblicato su vinile a 45 giri nel 1987.
Il brano fu estratto dall'album Invisibile dello stesso anno.